# Волошинівська сільська рада (Баришівський район)
| Волошинівська сільська рада — колишній орган місцевого самоврядування у Баришівському районі Київської області з адміністративним центром у с. Волошинівка. Історична дата утворення: в 1946 році. Водоймища на території, підпорядкованій даній раді: річка Ільта. Сільській раді були підпорядковані населені пункти: - с. Волошинівка - с. Борщів - с. Устинкова Гребля - с. Шовкове |

## Склад ради
Рада складалася з 16 депутатів та голови.

### Керівний склад ради
| ПІБ                             | Основні відомості                                                                  | Дата обрання | Дата звільнення |
| ------------------------------- | ---------------------------------------------------------------------------------- | ------------ | --------------- |
| Криворучко Микола Олександрович | Сільський голова, 1957 року народження, освіта, член Соціалістичної партії України | 26.03.2006   | 31.10.2010      |
| Макаренко Лариса Вікторівна     | Сільський голова, 1964 року народження, освіта вища.                               | 31.10.2010   |                 |

Примітка: таблиця складена за даними джерела

## Населення
Згідно з переписом УРСР 1989 року чисельність наявного населення сільської ради становила 3716 осіб, з яких 1709 чоловіків та 2007 жінок.
За переписом населення України 2001 року в сільській раді мешкала 2171 особа.

### Мова
Розподіл населення за рідною мовою за даними перепису 2001 року:
| Мова       | Відсоток |
| ---------- | -------- |
| українська | 96,73 %  |
| російська  | 3,09 %   |
| білоруська | 0,13 %   |